# Konklawe 1378 (Urban VI)
Konklawe 7-8 kwietnia 1378 – pierwsze konklawe, jakie odbyło się w Rzymie po zakończeniu tzw. niewoli awiniońskiej papieży. Zakończyło się wyborem Urbana VI. Warunki, w jakich do tego wyboru doszło, nasuwały poważne wątpliwości co do jego prawomocności, co w konsekwencji doprowadziło do zapoczątkowania wielkiej schizmy zachodniej. Było to zarazem ostatnie konklawe, w którym wybór padł na kandydata spoza Kolegium Kardynalskiego.

## Śmierć Grzegorza XI
Grzegorz XI, ostatni Francuz na papieskim tronie, zmarł w Rzymie 27 marca 1378 w wieku ok. 47 lat. Rok wcześniej powrócił on na stałe do Rzymu, kończąc w ten sposób okres tzw. niewoli awiniońskiej papieży. Fakt ten nie podobał się wielu duchownym z Kurii papieskiej, która była zdominowana przez Francuzów. Natomiast opinia publiczna w Rzymie była zdecydowanie wroga Francuzom i domagała się za wszelką cenę wyboru na papieża Rzymianina lub Włocha, uznając, że tylko  w ten sposób powrót papiestwa do Rzymu może być na dobre ugruntowany.

## Lista elektorów
W konklawe wzięło udział 16 z 23 kardynałów:
- Pietro Corsini; Kardynał z Florencji[4] (nominacja kardynalska: 7 czerwca 1370) – kardynał biskup Porto e Santa Rufina; komendatariusz kościoła prezbiterialnego S. Lorenzo in Damaso
- Jean du Cros; Kardynał z Limoges[4] (30 maja 1371) – kardynał biskup Palestriny; komendatariusz kościoła prezbiterialnego Ss. Nereo ed Achilleo; penitencjariusz większy
- Guillaume d’Aigrefeuille OSB (12 maja 1367) – kardynał prezbiter S. Stefano in Monte Celio; kamerling Świętego Kolegium Kardynałów
- Francesco Tebaldeschi; Kardynał S. Pietro[4] (22 września 1368) – kardynał prezbiter S. Sabina
- Bertrand Lagier OFM; Kardynał z Glandèves[4] (30 maja 1371) – kardynał prezbiter S. Cecilia
- Robert de Genève; Kardynał z Genewy[4] (30 maja 1371) – kardynał prezbiter Ss. XII Apostoli
- Simone Brossano; Kardynał z Mediolanu[4] (20 grudnia 1375) – kardynał prezbiter Ss. Giovanni e Paolo
- Hugues de Montrelais; Kardynał z Bretanii[4] (20 grudnia 1375) – kardynał prezbiter Ss. IV Coronati
- Gui de Malsec; Kardynał z Poitiers[4] (20 grudnia 1375) – kardynał prezbiter S. Croce in Gerusalemme
- Pierre de Sortenac; Kardynał z Viviers[4] (20 grudnia 1375) – kardynał prezbiter S. Lorenzo in Lucina
- Gérard du Puy OSB; Kardynał z Montmajour[4] (20 grudnia 1375) – kardynał prezbiter S. Clemente
- Giacomo Orsini (30 maja 1371) – kardynał diakon S. Giorgio in Velabro
- Pierre Flandrin; Kardynał S. Eustachio[4] (30 maja 1371) – kardynał diakon S. Eustachio
- Guillaume Noellet; Kardynał S. Angelo[4] (30 maja 1371) – kardynał diakon S. Angelo in Pescheria
- Pierre de Vergne (30 maja 1371) – kardynał diakon S. Maria in Via Lata
- Pedro Martínez de Luna; Kardynał z Aragonii[4] (20 grudnia 1375) – kardynał diakon S. Maria in Cosmedin

Trzech elektorów mianował papież Urban V, pozostałych trzynastu – Grzegorz XI.
Kamerlingiem Świętego Kościoła Rzymskiego był wówczas arcybiskup Arles Pierre du Cros, brat kardynała Jeana du Cros i krewny zmarłego papieża.

### Nieobecni
Nieobecnych było siedmiu francuskich kardynałów:
- Angelic de Grimoard CanReg (18 września 1366) – kardynał biskup Albano; komendatariusz kościoła prezbiterialnego S. Pietro in Vincoli; prymas Świętego Kolegium Kardynałów; archiprezbiter bazyliki laterańskiej
- Gilles Aycelin de Montaigu; Kardynał z Thérouanne[4] (17 września 1361) – kardynał biskup Tusculum; komendatariusz kościoła prezbiterialnego Ss. Silvestro e Martino
- Jean de Blauzac CanReg; Kardynał z Nîmes[4] (17 września 1361) – kardynał biskup Sabiny; komendatariusz kościoła prezbiterialnego S. Marco; wikariusz Awinionu
- Pierre de Monteruc; Kardynał z Pampeluny[4] (23 grudnia 1356) – kardynał prezbiter S. Anastasia; protoprezbiter Świętego Kolegium Kardynałów; wicekanclerz Świętego Kościoła Rzymskiego
- Guillaume de Chanac OSB; Kardynał z Mende[4] (30 maja 1371) – kardynał prezbiter S. Vitale
- Jean de la Grange OSB; Kardynał z Amiens[4] (20 grudnia 1375) – kardynał prezbiter S. Marcello; legat papieski w Toskanii
- Hugues de Saint-Martial (17 września 1361) – kardynał diakon S. Maria in Portico; protodiakon Świętego Kolegium Kardynałów; archiprezbiter bazyliki watykańskiej

Wszyscy nieobecni znajdowali się w Awinionie, oprócz kardynała Jeana de la Grange, który przebywał z misją dyplomatyczną w Toskanii. Czterech z nich mianował Innocenty VI, jednego Urban V, a dwóch Grzegorz XI.

## Podziały wśród kardynałów oraz kandydaci na papieża
Już od pogrzebu Grzegorza XI codziennie w Rzymie dochodziło do demonstracji, w których tłum domagał się wyboru Włocha, najlepiej rzymianina. W podobnym duchu działał też rzymski magistrat. Jako kandydatów rzymian wymieniano biskupa Lizbony Agapito Colonnę, opata Monte Cassino Pietro Tartariego, biskupa Tivoli Filippo Ruffiniego, generała zakonu augustianów eremitów Bonaventurę Badoera, oraz arcybiskupa Bari Bartolomeo Pirgnano. Wszyscy ci duchowni byli spoza Świętego Kolegium. Sondowano jednak także kandydaturę kardynała Francesco Tebaldeschiego.
Święte Kolegium było wówczas podzielone na trzy frakcje: 
- „italską”, tj. czterech włoskich kardynałów: Pietro Corsini, Francesco Tebaldeschi, Simone Brossano, Giacomo Orsini
- „galijską” (pięciu kardynałów: Robert de Genève, Pedro de Luna, Pierre Flandrin, Bertrand Lagier i Hugues de Montrelais), sprzymierzoną z Włochami
- tzw. frakcję „limuzyńską” (od Limoges we Francji), tj. siedmiu krewnych i najbliższych współpracowników Grzegorza XI: Jean du Cros, Guillaume d’Aigrefeuille, Gui de Malsec, Pierre de Sortenac, Gérard du Puy, Guillaume Noellet, Pierre de Vergne.

Frakcje te były silnie skonfliktowane ze sobą, przy czym zarysował się sojusz stronnictwa „italskiego” i „galijskiego” przeciw partii „limuzyńskiej. Kandydatami frakcji Limoges byli Gui de Malsec i Pierre Sortenac. Dwie pozostałe frakcje skłaniały się ku głosowaniu na rzymskiego kardynała Francesco Tebaldeschiego. W każdym razie, nikt z kardynałów nie rozważał na poważnie wyboru kogoś spoza Świętego Kolegium.

## Przebieg konklawe. Wybór Urbana VI
Konklawe rozpoczęło się 7 kwietnia. Demonstracje rzymian nie ustawały, a do kardynałów udała się delegacja rzymskiego magistratu, który oficjalnie powtórzył żądanie wyboru rzymianina lub co najmniej Włocha. Kardynałowie oświadczyli, że nie mogą uczynić żadnych obietnic, gdyż takie zobowiązania na konklawe są niedopuszczalne i mogą skutkować nieważnością elekcji. Tłum jednak nie przyjął tych wyjaśnień i kontynuował demonstracje. W nocy demonstranci włamali się do składów wina, co spowodowało jeszcze większy chaos.
8 kwietnia, drugiego dnia konklawe, kardynałowie przystąpili do właściwych obrad. Z uwagi na okoliczności, dość szybko udało się osiągnąć porozumienie. Głosowanie odbyło się w formie ustnej. Jako pierwszy głos oddał kardynał Corsini, który zagłosował na Tebaldeschiego. Po nim głos oddał Jean du Cros, który wskazał na arcybiskupa Bari Bartolomeo Prignano. Nie był on kardynałem, jednak jako regent Kancelarii Apostolskiej był dobrze znany kardynałom i aktualnie przebywał w Rzymie. Wszyscy pozostali elektorzy oddali swe głosy na Prignano. Jedynie kardynał Orsini wstrzymał się od głosowania tłumacząc, że w tych warunkach nie czuje się dostatecznie swobodnie by dokonać wyboru w zgodzie ze swoim sumieniem. Na Prignano oddano więc 14 z 16 głosów, co oznaczało wymaganą większość. Jak później twierdziła większość kardynałów, oddali głos na Prignano w obawie o swoje życie, a więc nie w sposób swobodny.
Postanowiono nie ogłaszać wyboru do czasu, aż nie upewnią się, ze elekt przyjmie tiarę. Wysłano gońca do Prignano aby sprowadzić go do Watykanu. Chcąc ukryć wynik elekcji, posłano także po kilku innych duchownych, wskazywanych jako kandydaci przez rzymian. W międzyczasie tłum wtargnął na miejsce obrad. W zamieszaniu powstało w pewnym momencie przekonanie, że wybór elektorów padł na kardynała Tebaldeschiego, rodowitego rzymianina. Zaawansowanego w latach Tebaldeschiego ubrano w szaty pontyfikalne i posadzono na papieskim tronie, nie zważając na jego protesty. Aż ośmiu z szesnastu elektorów próbowało uciec z miejsca obrad, zostali jednak siłą zawróceni przez tłum. Ostatecznie jednak wieczorem 8 kwietnia kardynałowie zdołali się rozejść. Sześciu kardynałów schroniło się w Zamku św. Anioła, a pozostali do swych rezydencji. W międzyczasie do Watykanu dotarł arcybiskup Prignano, jednak nie zdołał spotkać się tego dnia z Kolegium Kardynalskim. Dopiero następnego dnia elekt został intronizowany jako papież Urban VI.

## Następstwa
18 kwietnia odbyła się uroczysta inauguracja pontyfikatu Urbana VI. Na swym pierwszym konsystorzu, zażądał on od kardynałów rozesłania listów do kardynałów z Awinionu oraz do europejskich władców z zapewnieniami o kanoniczności elekcji.
Nowy papież okazał się człowiekiem wyniosłym i brutalnym, a zdaniem niektórych wręcz obłąkanym. Jego niezbyt przemyślane pomysły reformatorskie szybko skonfliktowały go z kardynałami, którzy w tej sytuacji zaczęli coraz śmielej wyrażać swe wątpliwości co do legalności kwietniowego wyboru, jako dokonanego pod naciskiem tłumu. W maju 1378 francuscy kardynałowie zaczęli stopniowo wyjeżdżać z Rzymu do Anagni. Miesiąc później w Rzymie pozostali już tylko czterej włoscy kardynałowie. W lipcu 1378 kardynałowie wysłali do Urbana VI list, w którym określili go jako „arcybiskupa Bari Bartolomeo Prignano” i zadeklarowali, że według nich nadal trwa sede vacante.
2 sierpnia 1378 kardynałowie zgromadzeni w Anagni (dwunastu Francuzów i Hiszpan Pedro de Luna) wydali manifest, w którym wskazali, że podczas kwietniowego konklawe nie mieli zapewnionej swobody wyboru, lecz działali ze strachu przed śmiercią z rąk motłochu. Tydzień później, 9 sierpnia 1378, wydali natomiast kolejny manifest, w którym stwierdzili, że Urban VI jest uzurpatorem i wszyscy dobrzy chrześcijanie powinni wypowiedzieć mu posłuszeństwo.
Zwolennicy Urbana VI twierdzili później, że przy okazji intronizacji 9 kwietnia 1378 trzynastu kardynałów ponownie potwierdziło swój wybór, co miałoby konwalidować wszelkie ewentualne nieprawidłowości z poprzedniego dnia. Sami kardynałowie, po wypowiedzeniu Urbanowi VI posłuszeństwa, zaprzeczali jednak tym twierdzeniom.
6 września 1378 zmarł kardynał Francesco Tebaldeschi. Pozostali trzej włoscy kardynałowie dołączyli do swych francuskich kolegów, którzy w międzyczasie przenieśli się do Fondi. Tam, 20 września 1378 kardynałowie zebrali się ponownie na konklawe w Fondi, co zapoczątkowało wielką schizmę w Kościele katolickim.